# Fresh Out The Oven
"Fresh Out The Oven" je dance-pop pjesma američke pjevačice Jennifer Lopez. Objavljena je 6. listopada 2009. kao promotivni singl za njen nadolazeći album Love?, ali se neće naći na njemu.

## O pjesmi
13. rujna 2009. godine, nakon dodjele MTV-jevih glazbenih video nagrada, reper Pitbull je u intervjuu izjavio da je za Lopez snimio pjesmu. Otkrio je da je naziv pjesme "Lola" te da je za nju snimljen spot. Kasnije je otkriveno da je naziv pjesme "Fresh Out The Oven", a Lola je Lopezin alter ego korišten za promociju pjesme. Tijekom listopada 2009. otvoreno je nekoliko web stranica za promociju pjesme. Neke od njih su WhoIsLola.com, račun na MySpaceu te račun na Twitteru. Amanda Ghost, vlasnica Epic Recordsa, izjavila je da je "Fresh Out The Oven" samo promotivni, te da se neće uopće naći na albumu. Za Lolu je izjavila da je to Lopezin alter ego korišten samo za promociju pjesme. Lola uopće neće biti na albumu, a Lopez nije postala Sasha Fierce. Tijekom studenog 2009. objavljeni su službeni remiksevi od Space Cowboya and Karmatronicsa.

## Popis pjesama
Na svim CD-ima se nalaze samo remiksevi pjesme "Fresh Out The Oven".
| Promotivni CD singl 1 1. Karmatronic Remix Radio 2. Space Cowboy Remix Radio Edit 3. HQ2 Club Mix 4. Karmatronic Remix 5. Space Cowboy Remix 6. Space Cowboy Remix Dub 7. Album Version Promotivni CD singl 2 1. Radio Edit 2. Hex Hector Radio Edit 3. Hex Hector Club Remix 4. Hex Hector Dub Mix 5. Space Cowboy Radio Edit 6. Space Cowboy Remix 7. Space Cowboy Dub Mix 8. Space Cowboy Instrumental 9. Karmatronic Radio Edit 10. Karmatronic Vocal Remix 11. Karmatronic Dub Mix 12. Karmatronic Instrumental Mix 13. Jump Smokers Mix | Promotivni CD singl 3 1. Hex Hector Club Vocal Mix 2. Hex Hector Dub Mix 3. Space Cowboy Remix 4. Space Cowboy Remix Radio Edit 5. Space Cowboy Remix Dub 6. Karmatronic Main Mix 7. Karmatronic Radio Mix 8. Karmatronic Dub Mix 9. Karmatronic Instrumental Mix 10. Album Version Promo CD Single 4 1. DJ Dan Radio Edit 2. DJ Dan Club Mix 3. DJ Dan Dub 4. Richard Vission Radio Edit 5. Richard Vission Club Mix 6. Richard Vission Dub 7. Big Kid Club Mix |

## Videospot
Spot za pjesmu je snimljen 10. studenog 2009. pod redateljskom palicom Jonasa Akerlunda. Premijera spota bila je 22. listopada 2009. godine u miamskom klubu LIV pred nekolicinom ljudi. Svakih nekoliko tjedana na Lopezinoj službenoj web stranici objavljivani su isčeci iz spota. Prema Lopezinoj web stranici naziv spota je "Fresh Out the Oven" staring Jennifer Lopez as Lola & featuring Pitbull.

## Top liste
| Top liste (2009.)       | Pozicija |
| ----------------------- | -------- |
| SAD Hot Dance Club Play | 1        |